# Makayla Malaka
Pour les articles homonymes, voir Malaka.
Makayla Oghenefejiro Oluwayimika Malaka connue sous le nom de Makayla Malaka, née le 27 juin 2012, est une chanteuse et danseuse anglo-nigériane. Elle commence sa carrière musicale en tant qu'enfant star, sortant son premier album à l'âge de huit ans.

## Contexte
Makayla Malaka est originaire d'Isoko North dans l'État du Delta. Elle est née à Camden, Londres, Royaume-Uni. Elle réside à Lagos, au Nigeria, avec ses parents. Elle est la seule enfant de ses parents.

## Carrière
Makayla Malaka a commencé sa carrière à six ans, enregistrant ses premières chansons. En 2020, elle sort son premier album intitulé Eight, à l'âge de huit ans. Suivi de deux autres albums, sortis l'année suivante et l'année d'après intitulés respectivement Nine et Ten,. La chanson de son premier album intitulée Grandma Told Me a été remixée par Speroach, tandis que son troisième album avait des passages avec la comédienne Emmanuella Samuel et le saxophoniste Temilayo Abodunrin sur la piste intitulée Yes O,.
En 2022, elle est l'auteur du livre intitulé African Princess, qui raconte l'histoire d'une jeune fille qui grandit dans une société nigériane dominée par les hommes. Le livre était une adaptation de l'un des morceaux de son album sophomore du même nom. Il a été co-écrit par Sope Martins et a été mis à la disposition des écoles. Le livre est sorti le 27 mai 2022.
Dans une interview avec The Punch, elle cite Michael Jackson comme son modèle. M. Eazi a reconnu son travail dans un tweet, après la sortie de son premier album.
Son genre de musique est la musique pour enfants et l'afro pop, qu'elle qualifie d'adapté aux enfants. Makayla Malaka croit que chaque enfant a un don gravé en lui,. Elle est d'avis que les enfants ne devraient être exposés qu'à de la musique « propre ».
Makayla Malaka a été désigné par Pulse Nigeria et le Nigerian Tribune comme une artiste très prometteuse, en 2020 et 2022 respectivement,.

## Discographie
- 2020 : Eight[21]
- 2021 : Nine[22]
- 2022 : Ten[23]
- 2023 : Eleven

## Récompenses
Elle a été l'une des récipiendaires des Eko Heritage Awards 2022 où elle a remporté le Eko Celebrity Kid of the Year. La remise des prix a eu lieu le 10 juillet 2022. Elle s'est également produite en direct lors de la remise des prix,.